# 玉仏苑

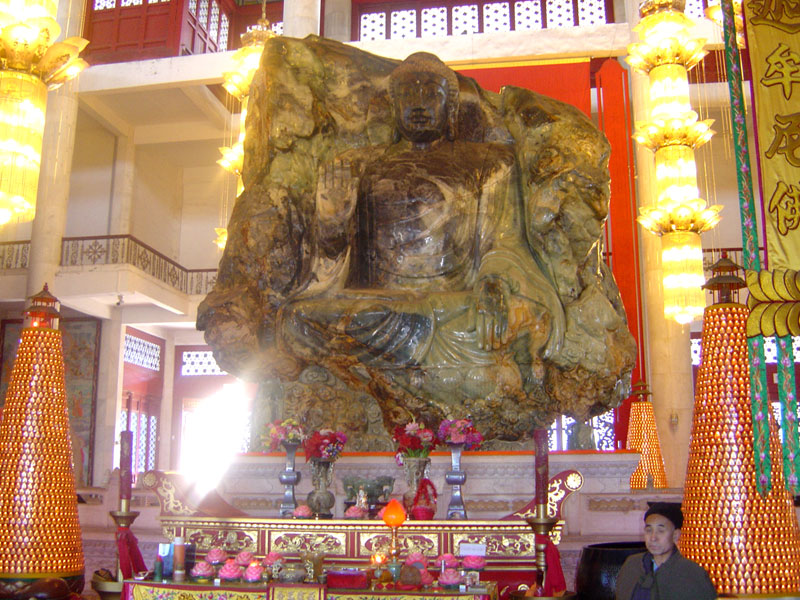
正面から見た像

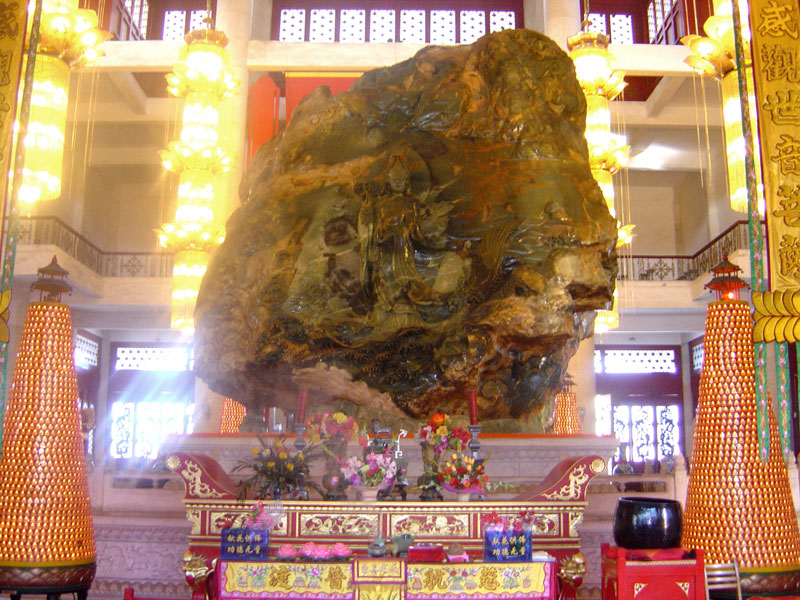
横から見た像

玉仏苑 (ぎょくぶつえん、中国語: 玉佛苑, 拼音: Yù Fó Yuàn) は、世界最大級のヒスイの仏像の1つが存在する寺院群である。中国遼寧省鞍山市に位置し、22,104平方メートル (237,930 sq ft)の面積を占める。二・一九公園内にある。
像は高さ7.95メートル (26.1 ft)、幅6.88メートル (22.6 ft)、厚さ4.10メートル (13.5 ft)、重さ260.76メトリックトン (574,900 lb)のヒスイからつくられている。石の前面は釈迦が彫られており、後ろ側は観音菩薩（聖観音）となっている。この石は、1960年7月22日、ヒスイが名産となっている鞍山市内の岫巖満族自治県で発見された（厳密にはヒスイではなく、蛇紋岩）。州の宝となり、中国首相の周恩来によっても守るべき遺産として認識された。鞍山市政府は像の制作に際して、120人もの彫刻家に依頼し、完成までに18ヶ月を要した。寺院群は、1996年9月3日に開かれた。仏像の入る建物は、観音が33の姿に変身できるとされる仏教の説に基づいて、高さ33メートル (108 ft)に設計されており、古代中国建築を用いている。